# Barbara McDermott

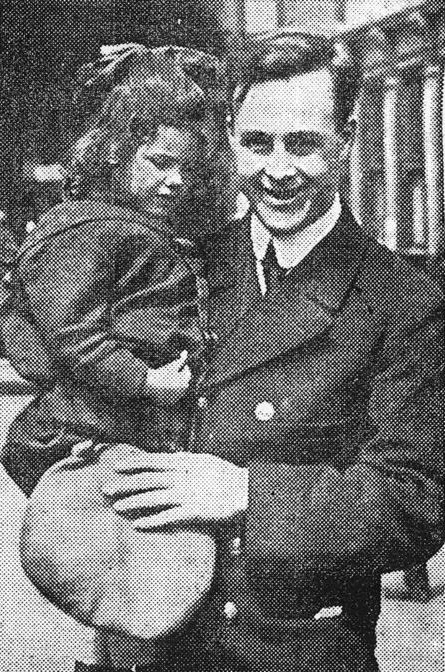
Barbara McDermott als Dreijährige mit Assistant-Purser William Harkness nach ihrer Rettung, 1915

Barbara McDermott, geborene Barbara Winifred Anderson (* 15. Juni 1912 in Bridgeport, Fairfield County, Connecticut; † 12. April 2008 in Wallingford, New Haven County, Connecticut) war neben Audrey Lawson-Johnston eine der letzten beiden Überlebenden der Lusitania-Katastrophe im Mai 1915. Sie war die letzte Überlebende der Zweiten Klasse und die letzte überlebende US-Amerikanerin. Aufgrund ihres regelmäßigen Kontakts mit Lusitania-Experten und Medien trug sie mit ihren Aussagen und Erinnerungen zum Gedenken an das Unglück bei.

## Leben
Barbara McDermott war die Tochter von Rowland Anderson (1888–1974) und dessen Frau Emily Mary Pybus (1888–1917), einem jungen englischen Paar, das im Sommer 1911 in die Vereinigten Staaten ausgewandert war und noch im selben Jahr in Connecticut heiratete.
Die damals fast Dreijährige reiste im Mai 1915 mit ihrer im fünften Monat schwangeren Mutter Emily Anderson auf der Lusitania, um in England ihre zahlreichen Verwandten zu besuchen. Sie befand sich im Speisesaal der Zweiten Klasse und nahm ihr Mittagessen zu sich, als die Detonation des Torpedotreffers das Schiff erschütterte. McDermott wurde in dem Chaos an Deck von ihrer Mutter getrennt. William H. Harkness, der 25-jährige Assistent des Zahlmeisters, sah sie allein auf dem Bootsdeck und setzte sie in das Rettungsboot Nr. 15, eines der wenigen Boote, die das sinkende Schiff sicher verließen. Sie hielt dabei noch immer ihren Löffel aus dem Speisesaal in der Hand. McDermott erfuhr später, dass ihre Mutter in dasselbe Boot gesetzt worden war. Emily Anderson fiel ins Wasser, als das Boot beim Herabfieren schlingerte. Sie wurde jedoch wieder hinein gezogen.
Mutter und Tochter überlebten; Emily Anderson war eine der wenigen Mütter, deren Kind überlebt hatte. Die meisten Kleinkinder wurden im Gedränge an Deck erdrückt oder erfroren im kalten Atlantikwasser. Emily Anderson brachte am 30. September 1915 ihren Sohn Frank Roland Anderson zur Welt, der am 16. März 1916 im Alter von nicht mal sechs Monaten an einer Lungenentzündung starb. Emily Anderson erlag am 11. März 1917 im Alter von 28 Jahren einer Brustfellentzündung in Verbindung mit einer verschleppten Lungenentzündung. Ihre Tochter Barbara war bis zu ihrem Tod überzeugt, dass die körperlichen Strapazen und der Schock, den sie durch die Katastrophe erlitten, letztendlich für den frühen Tod ihrer Mutter und ihres Bruders verantwortlich waren.
Barbara blieb während des Krieges bei den Geschwistern ihres Vaters in England und kehrte erst nach Kriegsende in die Vereinigten Staaten zurück, um bei ihrem Vater und dessen zweiter Frau zu leben. Sie machte die Überfahrt im Dezember 1919 an Bord der Mauretania, dem Schwesterschiff der Lusitania. Sie durfte während der Überfahrt am Tisch von Kapitän Arthur Rostron sitzen. Sie heiratete Milton George McDermott, mit dem sie sich in East Haven in Connecticut niederließ und zwei Kinder bekam, George E. und Elizabeth A. McDermott. Im Verlauf der Jahre suchten viele interessierte Personen McDermott auf, um mit ihr über ihre Erlebnisse auf der Lusitania zu sprechen. Sie konnte sich trotz ihres jungen Alters an das Ereignis erinnern und war für Historiker und Forscher, die sich mit dem Untergang der Lusitania befassten, eine beliebte Ansprechpartnerin.
Durch jahrzehntelange Korrespondenz und unzählige persönliche Gespräche mit Marinehistorikern, Lusitania-Forschern, anderen Überlebenden und Hinterbliebenen leistete Barbara McDermott einen erheblichen Beitrag zur Aufarbeitung des Ereignisses und half mit, die Geschehnisse zu rekonstruieren. Sie steuerte Photos ihrer Mutter und von sich selbst sowie zahlreiche Erinnerungsstücke bei. Sie gab bis ins hohe Alter regelmäßig Interviews für Verantwortliche von Marineinstitutionen und -museen. Zuletzt stand sie für die Essays The Lusitania Resource: Lest We Forget und The Lusitania Resource: Lest We Forget Part 2 zur Verfügung, in denen zahlreiche illustrierte Biografien von Lusitania-Passagieren zusammengetragen und veröffentlicht wurden.
Nach dem Tod ihres Ehemanns lebte McDermott bei ihrer Tochter Elizabeth DeLucia und deren Ehemann James. Barbara McDermott starb am 12. April 2008 im Alter von 95 Jahren an Nierenversagen. Die Trauerfeier fand am 15. April 2008 im Clancy-Sisk Brothers Funeral Home in East Haven statt, gefolgt von einer weiteren am selben Tag in der Old Stone Church in East Haven. Sie hinterließ fünf Enkelkinder und drei Urenkel.
Ihr Sohn George lebt mit seiner Frau Vivien in Connellsville, Pennsylvania.